# Belwe Roman
Belwe Roman is een decoratief lettertype ontworpen in 1907 door Georg Belwe. Het lettertype is in een groot korps geschikt voor belettering van reclamemateriaal zoals borden, spandoeken en kaarten.
Belwe Roman werd oorspronkelijk gegoten door lettergieterij Schelter & Giesecke in verschillende zwaartes romein, half vet, en vet. Er is ook een inline variant. Het werd pas in 1926 uitgegeven.
Een revival van Belwe Roman is door Compugraphic speciaal vervaardigd voor fotozetten. De vier originele zwaartes en stijlen zijn voor dit doel opnieuw uitgebracht.
De digitale versie van Belwe Roman werd uitgegeven in 1989 door ITC. Ook de hedendaagse letteruitgeverij Elsner+Flake verkoopt het lettertype onder de naam "Belwe (EF)".

## Kenmerken
Belwe Roman kenmerkt zich door een grote x-hoogte in combinatie met korte stokken en nog kortere staarten. De hoofdletters hebben soms blokschreven die egyptiennes ook hebben. Vooral in de halfvette en vette variant wordt dit kenmerk duidelijker. De schreven op de stokken van de kleine letters zijn schuin. De 'v', 'w' en de 'y' hebben een decoratief vlaggetje.